# A Flintstone család új szomszédai
A Flintstone család új szomszédai vagy Flintstonék új szomszédai (eredeti cím: The Flintstones' New Neighbors) 1980-ban bemutatott amerikai televíziós rajzfilm, amely a Frédi és Béni, avagy a két kőkorszaki szaki különkiadása című televíziós rajzfilmsorozat első része. Az animációs játékfilm rendezője Carl Urbano, producere Alex Lovy. A forgatókönyvet Willie Gilbert írta, a zenéjét Hoyt Curtin szerezte.
Amerikában 1980. szeptember 26-án az NBC-n vetítették le a televízióban. Magyarországon tévében a TV2 vetítette 2017. december 9-én.

## Szereplők
| Szereplő            | Színész         | Magyar hang                     | Magyar hang                    |
| Szereplő            | Színész         | 1. magyar szinkron (ZOOM, 1993) | 2. magyar szinkron (TV2, 2017) |
| ------------------- | --------------- | ------------------------------- | ------------------------------ |
| Kovakövi Frédi      | Henry Corden    | Kránitz Lajos                   | Papp János                     |
| Kavicsi Béni        | Mel Blanc       | Kerekes József                  | Mikó István                    |
| Kovakövi Vilma      | Jean Vander Pyl | Kocsis Mariann                  | Für Anikó                      |
| Kavicsi Irma        | Gay Autterson   | Jani Ildikó                     | Pogány Judit                   |
| Fred Frankóstone    | John Stephenson | Kristóf Tibor                   | Németh Gábor                   |
| Amnézia Frankóstone | Patricia Parris | Kiss Erika                      | TBA                            |
| Tömzsi Frankóstone  | Jim MacGeorge   | Szokol Péter                    | TBA                            |
| Rúti Frankóstone    | Julie McWhirter | Hámori Eszter                   | TBA                            |
| Kovakövi Enikő      | Julie McWhirter | Somlai Edina                    | Haffner Anikó                  |
| Kavicsi Benőke      | Don Messick     | TBA                             | TBA                            |
| Keselyű             | Don Messick     | TBA                             | TBA                            |
| Creeply             | Frank Welker    | TBA                             | TBA                            |
| Pteranodon mama     | Frank Welker    | TBA                             | TBA                            |